# Зубар Святослав Ігорович
Святослав Ігорович Зубар (нар. 11 лютого 1993, Львів, Україна) — український футболіст, нападник аматорського клубу «Демня-Фенікс».

## Кар'єра гравця
Народився у Львові, в юному віці разом з родиною переїхав до села з Золочівського району. Навчався на юридичному факультеті Університету імені Івана Франка, а паралельно з цим грав за сільську команду в чемпіонаті Золочівського району. У 20-річному віці прийняв запрошення від Руслана Брунця приєднатися до аматорського колективу «Бори» з села Бориничі, який виступав у першій лізі чемпіонату Львівської області. Разом з командою вигравав Першу лігу обасті та ставав бронзовим призером Прем'єр-ліги Львівщини, а також доходив до фіналу кубку Львівської області, в якому «Бори» поступилися винниківському «Руху». Після розпаду колективу побував на перегляді в стрийській «Скалі», де йому пропонували контракт. 
Зрештою, у 2016 році на запрошення іншого українця Олега Лашина та селекціонера Анатолія Пташнюка переїхав до шведського клубу «Гернесанд ФФ», який виступав у 4-му дивізіоні національного чемпіонату. За нову команду зіграв 8 матчів, в яких відзначився 5-ма голами та 2-ма гольовими передачами, чим допоміг для клубу посісти історичне 4-те місце в чемпіонаті. По завершенні контракту отримав пропозицію залишитися в «Гернесанді», також мав можливість перейти до клубів Першої ліги шведського чемпіонату. 
Проте Святослав вирішив повернутися до України. 15 лютого 2017 року підписав контракт з винниківським «Рухом». У футболці винниківського клубу дебютував 18 березня 2017 року в переможному (6:1) домашньому поєдинку 21-го туру Другої ліги проти запорізького «Металурга». Зубар вийшов на поле на 61-й хвилині, замінивши Євгена Бохашвілі, а на 71-й хвилині відзначився голом та отримав жовту картку. У складі «Руху» в чемпіонатах України зіграв 33 матчі, в яких відзначився 6-ма голами. 21 серпня 2018 року залишив команду.
З 1 січня 2019 року виступає за аматорський колектив «Демня-Фенікс»

## Особисте життя
Під час виступів за «Бори» працював за фахом, начальником юридичного відділу Львівського обласного центру зайнятості.

## Досягнення
«Рух» (Винники)
- Друга ліга чемпіонату України
  -  Срібний призер (1): 2016/17